# Taisei Kaneko
Taisei Kaneko (japanisch 金子大晟 Kaneko Taisei; * 14. August 1998 in der Präfektur Kanagawa) ist ein japanischer Fußballspieler.

## Karriere
Kaneko erlernte das Fußballspielen in der Jugendmannschaft des YSCC Yokohama. Hier unterschrieb er 2017 auch seinen ersten Vertrag. Der Verein spielte in der dritthöchsten Liga des Landes, der J3 League. Für den Verein absolvierte er sieben Ligaspiele. Im August 2019 wurde er nach Taiwan an den Taichung Futuro FC ausgeliehen. Der Verein aus Taichung spielte in der ersten Liga, der Taiwan Football Premier League. 2020 kehrte er zu YSCC zurück.